# Флор и Канела
„Флор и Канела“ (на испански: Flor y Canela) е мексиканска теленовела от 1988 г., режисирана от Луис Велес и продуцирана от Еухенио Кобо за Телевиса. Базирана е на произведението Marianela от испанския писател Бенито Перес Галдос.
В главните роли са Мариана Гарса, по-късно заменена от Даниела Лейтес, и Ернесто Лагуардия, а в отрицателната роля е Моника Мигел.

## Сюжет
През 40-те години на XX век, в мексиканско миньорско селце живее Мария де ла Канела, по прякор Марианела. Това мръсно и дрипаво момиче е сирак, презирана от селяните, които виждат лудостта, наследена от нейната майка, самоубила се, скачайки в дерето.
Това е мястото, където Марианела ходи, търсейки съвети от призрака на своята майка. Единственият, който се отнася добре с бедното момиче е Пабло, богат мъж, но сляп, на когото Марианела служи като водач.
Неспособен да я види, Пабло си представя изображението на Марианела. Бащата на Пабло му урежда брак с Флорентина, дъщерята на нотариуса в селото.
Томас, известен офталомолог, съветва Пабло да замине в Съединените щати, за да бъде опериран. Връщайки се излекуван, Пабло е ужасен да види истинската страна на Марианела, и предпочита Флорентина, която съответства на неговия идеал за женска красота.
Въпреки това, Флорентина е влюбена в Карлос, минен инженер, женен за вятърничава жена. Отчаяна, Марианела прави опит за самоубийство, но е спасена от Томас, който е влюбен в нея.

## Актьори
- Мариана Гарса – Марианела (#1)
- Даниела Лейтес – Марианела (#2)
- Ернесто Лагуардия – Пабло
- Моника Мигел – Ана
- Едит Гонсалес – Флорентина
- Ари Телч – Томас Гарсия
- Едгардо Гаскон – Карлос
- Салвадор Санчес – Синфоросо
- Гилермо Мурай – Франсиско
- Оскар Морели – Мануел
- Аурора Молина – Доротея
- Рикардо Де Лоера – Ремихио
- Росита Пелайо – Хуана
- Мигел Корсега – Кавалерът
- Адалберто Пара – Атанасио
- Росарио Сунига – Хосефа
- Кристиан Рамирес – Фелипин
- Марта Ресников – Флоренсе
- Ирланда Мора – Труди
- Исабел Андраде – Пака
- Аурора Кортес
- Херман Бернал
- Сесилия Габриела
- Хосе Елиас Морено

## Премиера
Премиерата на Флор и Канела е на 3 октомври 1988 г. по Canal de las Estrellas. Последният 100. епизод е излъчен на 17 февруари 1989 г.

## Адаптации
- През 1961 г. е създадена теленовелата със заглавие като литературното произведение, Marianela от Бенито Перес Галдос, продуцирана от Ернесто Алонсо за Telesistema Mexicano, с участието на Магда Гусман и Нарсисо Бускетс.
- През 1993 г. е създаден мини сериалът Marianela, продуциран от Хорхе Лосано Сориано, с участието на Мариана Гарса и Фернандо Колунга.

## Награди
Награди TVyNovelas (1989)
| Категория             | Номиниран         | Резултат |
| --------------------- | ----------------- | -------- |
| Най-добър млад актьор | Ернесто Лагуардия | Печели   |